# Thaprek (Tanahu)
Thaprek – gaun wikas samiti w zachodniej części Nepalu w strefie Gandaki w dystrykcie Tanahu. Według nepalskiego spisu powszechnego z 2001 roku liczył on 809 gospodarstw domowych i 3674 mieszkańców (1971 kobiet i 1703 mężczyzn).